# العلاقات السنغالية السريلانكية
العلاقات السنغالية السريلانكية هي العلاقات الثنائية التي تجمع بين السنغال وسريلانكا.

## مقارنة بين البلدين
هذه مقارنة عامة ومرجعية للدولتين:
| وجه المقارنة                                              | السنغال                                              | سريلانكا                         |
| --------------------------------------------------------- | ---------------------------------------------------- | -------------------------------- |
| المساحة (كم2)                                             | 196.72 ألف                                           | 65.61 ألف                        |
| عدد السكان (نسمة)                                         | 15.85 مليون                                          | 21.44 مليون                      |
| الكثافة السكانية (ن./كم²)                                 | 80.57                                                | 326.78                           |
| العاصمة                                                   | داكار                                                | سري جاياواردنابورا كوتي، كولمبو  |
| اللغة الرسمية                                             | لغة فرنسية، اللغة الولوفية، باديارا ‏، اللغة البلنتية | اللغة السنهالية، اللغة التاميلية |
| العملة                                                    | فرنك غرب أفريقي                                      | روبية سريلانكي                   |
| الناتج المحلي الإجمالي (بليون دولار)                      | 16.37 مليار                                          | 87.17 مليار                      |
| الناتج المحلي الإجمالي (تعادل القوة الشرائية) بليون دولار | 36.62 مليار                                          | 246.62 مليار                     |
| الناتج المحلي الإجمالي الاسمي للفرد دولار أمريكي          | 899                                                  | 3.93 ألف                         |
| الناتج المحلي الإجمالي للفرد دولار أمريكي                 | 2.33 ألف                                             | 11.11 ألف                        |
| مؤشر التنمية البشرية                                      | 0.466                                                | 0.757                            |
| رمز المكالمات الدولي                                      | +221                                                 | +94                              |
| رمز الإنترنت                                              | .sn                                                  | .lk،                             |
| المنطقة الزمنية                                           | 00                                                   | ت ع م+05:30                      |

## منظمات دولية مشتركة
يشترك البلدان في عضوية مجموعة من المنظمات الدولية، منها:
| علم المنظمة | اسم المنظمة                               | تاريخ انضمام السنغال | تاريخ انضمام سريلانكا |
| ----------- | ----------------------------------------- | -------------------- | --------------------- |
|             | مؤسسة التنمية الدولية                     | 31 أغسطس 1962        | 27 يونيو 1961         |
|             | يونسكو                                    | 10 نوفمبر 1960       | 14 نوفمبر 1949        |
|             | وكالة ضمان الاستثمار متعدد الأطراف        | 12 أبريل 1988        | 27 مايو 1988          |
|             | الأمم المتحدة                             | 28 سبتمبر 1960       | 14 ديسمبر 1955        |
|             | الاتحاد البريدي العالمي                   | ?                    | ?                     |
|             | البنك الدولي للإنشاء والتعمير             | 31 أغسطس 1962        | 29 أغسطس 1950         |
|             | الاتحاد الدولي للاتصالات                  | 15 نوفمبر 1960       | 1897                  |
|             | منظمة حظر الأسلحة الكيميائية              | ?                    | ?                     |
|             | مؤسسة التمويل الدولية                     | 31 أغسطس 1962        | 20 يوليو 1956         |
|             | المركز الدولي لتسوية المنازعات الاستشارية | 21 مايو 1967         | 11 نوفمبر 1967        |
|             | منظمة التجارة العالمية                    | ?                    | ?                     |
|             | منظمة الشرطة الجنائية الدولية             | ?                    | ?                     |

## وصلات خارجية
- موقع وزارة الخارجية السنغالية
- موقع وزارة الخارجية السريلانكية